# 古脊椎动物学杂志
《古脊椎动物学杂志》（英语：Journal of Vertebrate Paleontology）是一份同行评审的双月刊科学期刊，由伊日·齐德克（俄克拉荷马大学）于1980年创办。它涵盖了古脊椎动物学的各个方面，包括脊椎动物起源、进化、功能形态、分类学、生物地层学、古生态学、古生物地理学和古人类学。该期刊由泰勒-弗朗西斯代表古脊椎动物学会出版。根据期刊引证报告，该期刊2017年影响因子为2.190。